# André-Jean Smit
 (novembre 2018).
 (novembre 2018).
André-Jean Smit est un compositeur de musique classique franco-belge né à Ville-d'Avray le 24 août 1926 et mort à Racour le 12 août 2013.
Il résida de nombreuses années à Bruxelles avant d’emménager à Thisnes dans la commune de Hannut.
Il fut également professeur honoraire au Conservatoire royal de Bruxelles, directeur honoraire de l'Académie de musique Arthur De Greef de Saint-Gilles à Bruxelles, attaché scientifique au Musée instrumental de Bruxelles, secrétaire de l'Union des compositeurs belges, membres de la SABAM et titulaires de plusieurs distinctions honorifiques.
Le musicologue Olivier Grandville parle d’ailleurs d'André-Jean Smit en ces mots qui définissent assez bien l’homme et le compositeur :
« Loin des cénacles, des écoles, André-Jean Smit n’est inféodé à aucun système. Indifférent aux modes et courants, il poursuit son chemin, fidèle à sa pensée créatrice. Son langage, original et sensible, est accessible à beaucoup de par les authentiques qualités structurelles et émotives qui l’animent ».

## Biographie
André-Jean Smit a reçu ses premières leçons de piano et de solfège au domicile familial auprès de sa mère qui était une pianiste talentueuse,,.
C’est d'abord en privé et puis, principalement au Conservatoire royal de Bruxelles qu’il poursuit ses études avec, notamment, Marcel Quinet (fugue et composition), Victor Legley et Léon Stekke (harmonie). Ses études ont été couronnées de succès par un premier prix dans toutes les classes d’écriture.
De 1958 à 1978, il a été collaborateur scientifique du Musée instrumental du Conservatoire royal de Bruxelles où il s'est chargé des archives sonores. À partir de 1972 jusqu'en 1991, il y est professeur de méthodologie de l'enseignement du solfège. Il fut aussi directeur de l’Académie de musique Arthur De Greef de Saint-Gilles dès 1973.
Disciple de Marcel Quinet, André-Jean Smit est un des compositeurs belges les plus marquants des dernières décennies. Soucieuse de la forme, de la destination instrumentale et éloignée de tous systèmes, son œuvre comprend des compositions pour instruments, solistes, pour orchestre de chambre et orchestre symphonique ainsi que de la musique de chambre et de la musique vocale.
Le compositeur refusait de s'associer à une quelconque école ou mouvance. Il se disait indifférents des modes et des courants, préférant s'attacher surtout à la forme et à la destination instrumentale auxquelles il attachait principalement son importance.
Fibonacci Production, dans sa collection des compositeurs belges du XXIe siècle, a, en collaboration avec la RTBF, consacré un CD à des œuvres pour orchestre particulièrement significatives du compositeur,.
André-Jean Smit était administrateur de la Caisse d'entraide et de solidarité de la SABAM, membre de la Promotion artistique belge, secrétaire de l’Union des compositeurs belges et membre honoraire du Conseil de perfectionnement et du Conseil supérieur de la musique.

## Décoration
- Officier de l'ordre de Léopold

## Prix et distinctions
Son travail passionné lui a apporté de nombreux prix et distinctions. Deux d'entre eux sont les principaux :
- En 1975, l’Académie royale de Belgique lui a décerné son prix triennal pour ses Esquisses concertantes pour violoncelle et orchestre.
- En 1987, la Commission administrative du patrimoine du Conservatoire royal de Bruxelles lui a octroyé le prix Madame de La Hault : « destiné à récompenser les mérites artistiques et pédagogiques d’un professeur ».

Le vendredi 25 janvier 2008, la ville de Hannut et son centre culturel mirent à l'honneur le compositeur pour la parution discographique de sa dernière œuvres d'orchestre de chambre.

## Régal au Conservatoire royal de Bruxelles
Le 17 février 2004 André-Jean Smit fut encore mis à l'honneur lors d'un concert proposé par l'orchestre du conservatoire royal de Bruxelles.
Extrait du compte-rendu d'Henri Roe pour l'occasion : « L'orchestre nous interprète d'emblée une création du compositeur Les Trois aquarelles, cette œuvre d'une touchante sensibilité interpelle le public autant par son charme que par ses qualités musicales, elle provoqua l'engouement d'un public qui rendit un vibrant hommage au maître compositeur ». « La suite de ce concert, nous emmena dans un superbe concerto pour piano (n° 17 K 453) rendu par Béatrice Rauchs, pianiste de grand renom, elle est née à Arnsberg (Westphalie), elle est nantie des plus  prestigieux premiers prix de piano. Internationalement reconnue, ses professeurs étaient Jeanne Stein, Mireille Krier, Aldo Ciccolini, Jean Hubeau, Jean Micoult et Rudolf Buchbinder. Béatrice Rauchs, elle a donné des concerts dans la plupart des pays d'Europe ainsi qu'aux États–Unis et au Japon ». « L'orchestre nous fit revivre alors la symphonie n° 5 de Felix Mendelssohn Bartholdy, il y déploya toutes ses qualités, cordes et cuivres dominent, les rythmes sont soutenus et vous laissent pantois ». « À l'issue de ce concert magistralement emmené par un Robert Janssens portant inexorablement ses musiciens au bout de sa baguette, celui-ci nous gratifia de deux bis endiablés, comblant le public de bonheur avec une page hongroise et une Arlésienne où les cuivres et la percussion vous laissent sous le choc ». « Sur la route du retour à Thisnes, les notes des Trois aquarelles nous poursuivaient s'envolant majestueusement dans le rétroviseur ».

## Sélections d’œuvres
- Movimento, vc, chamb. orch., 1971[4] ;
- Esquisses concertantes, vc, chamb. orch.1975 ;
- Stèle, chamb. orch., 1975 ;
- Mouvements symphoniques, symph. orch. 1976 ;
- Suite pittoresque, chamb. orch., 1979 ;
- Élegies, str., 1981 ;
- Smaragdos, symph. orch., 1983[9] ;
- Fascination, str. qt., 1994 ;
- Symphonia Amoris, symph. orch., 1998 ;
- Regards sur Ville-d'Avray, w. orch., nar, 1998 ;
- Les Musiciens, orch. chamb[10].